# Eudactylina squamosa
Eudactylina squamosa är en kräftdjursart som beskrevs av Bere 1936. Eudactylina squamosa ingår i släktet Eudactylina och familjen Eudactylinidae. Inga underarter finns listade i Catalogue of Life.